# Boso von Merseburg
Boso († 1. November 970 in Bayern) war Benediktinermönch (OSB) und der erste Bischof von Merseburg.
Über Bosos Geburt ist nichts bekannt, außer dass er bayerischer Herkunft war. Ausgebildet wurde er im Regensburger Kathedralkloster Sankt Emmeram.
Im Auftrage von Kaiser Otto I. missionierte Boso östlich der Saale im Gebiet der Sorben. Dafür wurde er von dem Herrscher reichlich mit kirchlichen Einkünften ausgestattet. Weil er die Sprache seines Missionsgebietes beherrschte, hatte er Erfolg mit der Verkündung der christlichen Botschaft.
Bei Zeitz in einem Wald ließ Boso an einem Ort, den er nach seinem Namen (Buosenrod, 976 in einer Urkunde erwähnt) benannte, eine Kirche aus Stein errichten. Für den Kirchenbau wurde ein sorbischer heiliger Hain gerodet.
Boso wurde im Jahre 968 durch Adalbert von Magdeburg zum ersten Bischof von Merseburg geweiht. 970 ist er gestorben und wurde in der Johanneskirche in Merseburg begraben.
Er wurde seliggesprochen, als Gedenktag gilt der 1. November oder der 29. Dezember.